# Нейгебауэр, Марсия
Марсия Нейгебауэр (англ. Marcia Neugebauer, род. 27 сентября 1932 г.) — выдающийся американский геофизик. Внесла важный вклад в исследование космоса. Результатом новаторского исследования Нейгебауэр стали первые прямые измерения солнечного ветра. Это исследование пролило свет на его физическую природу и его взаимодействие с кометами.
Нейгебауэр была первым исследователем, произведшим с помощью плазменного анализатора межпланетной станции Маринер-2 первые широкомасштабные измерения солнечного ветра и определившим его свойства. Она также разработала аналитические устройства, некоторые из которых были выведены на орбиту Земли, другие были доставлены на Луну космонавтами программы «Аполлон», третьи были отправлены к комете Галлея на европейской межпланетной станции «Джотто».
Нейгебауэр участвовала во многих космических исследованиях в течение своей долгой карьеры в НАСА и занимала несколько руководящих постов в Лаборатории реактивного движения, в том числе руководителя отделений физики и космической физики, руководителя исследовательской группы Маринер Марк II. Также была научным сотрудником программы «Рейнджер» (аппараты 1 и 2) и программы сближения с астероидами и встречи с кометой (CRAF).
В 1967 году Музей науки и промышленности назвал Нейгебауэр «Калифорнийской женщиной-учёным года». Она получила множество наград от НАСА, включая награду «За исключительные научные достижения», медаль «За выдающееся лидерство» и медаль «За выдающуюся службу» (высшая награда НАСА).
Нейгебауэр была президентом Американского географического союза и главным редактором его журнала Reviews of Geophysics. Также она была членом комитета Национальной академии наук США по физике Солнца и космической физике.
Нейгебауэр родилась в Нью-Йорке. Она получила степень бакалавра (B.A.) физики в Корнеллском университете в 1954 году, затем магистра (M.S.) физики в Иллинойсском университете в Урбане в 1956 году. Она получила почётную докторскую степень по физике в 1998 году от Университета Нью-Гэмпшира. В 2010 году Нейгебауэр получила медаль Арцтовского от Национальной академии наук США и премию Джорджа Эллери Хейла от Подразделения солнечной физики Американского астрономического общества.
Состоит в браке с Джеральдом Нейгебауэром.